# Trójmiejski Park Krajobrazowy

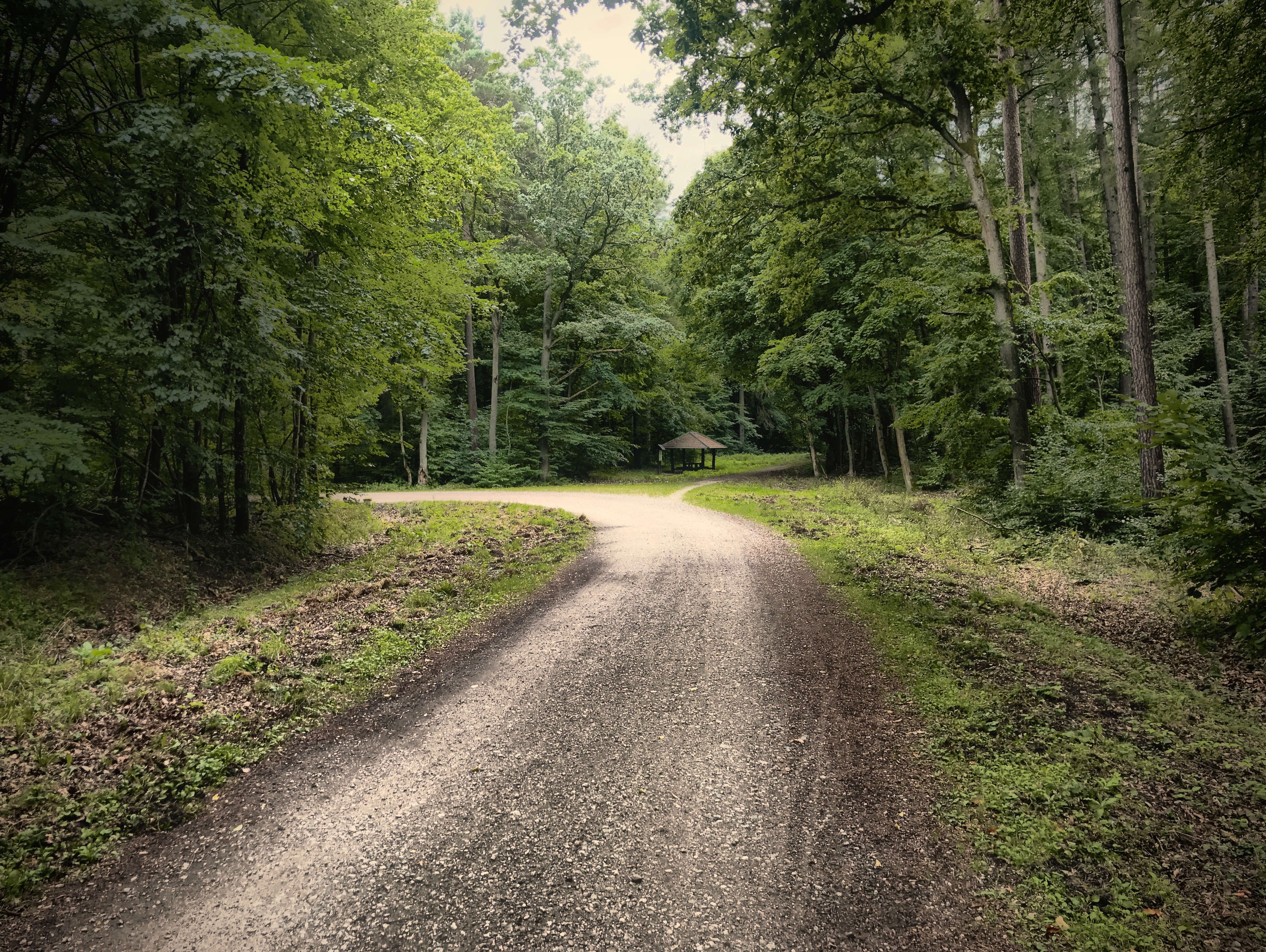
Lasy Oliwskie w okolicach osiedla Owczarnia

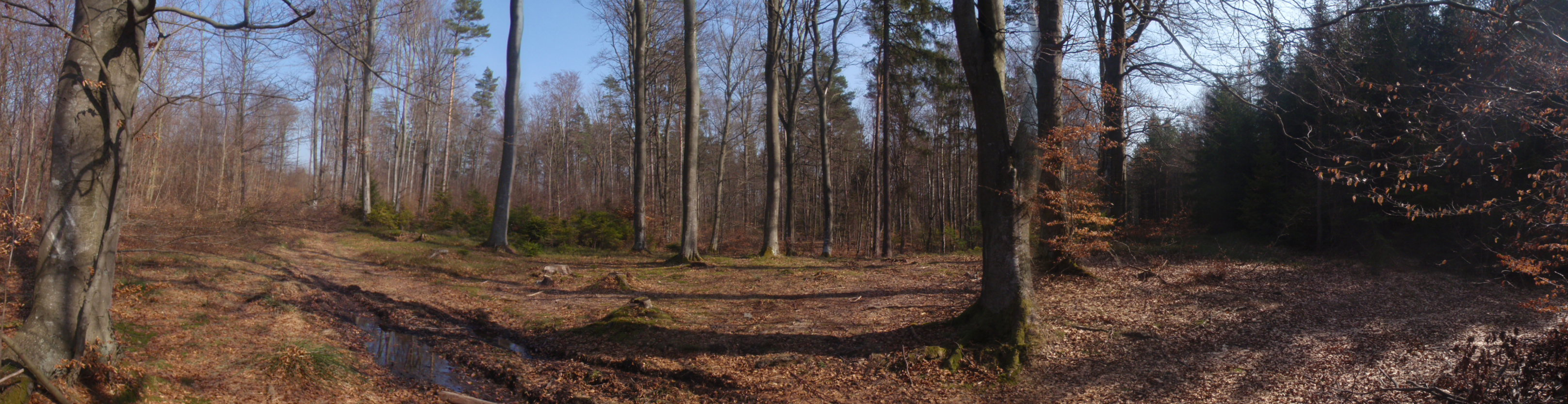
Park koło Sopieszyna

Trójmiejski Park Krajobrazowy (kaszb. Trzëgardowi Park Krôjòbrôzowi) – park krajobrazowy o powierzchni 19 930 ha położony w woj. pomorskim. Rozciąga się na północno-wschodnim fragmencie wysoczyzny morenowej Pojezierza Kaszubskiego, obejmując tereny leśne (90% powierzchni) z enklawami rolniczymi wsi Gniewowo, Zbychowo, Nowy Dwór Wejherowski, Reszki i Bieszkowice. Park obejmuje część terenów Gdyni, Rumi, Szemudu i Wejherowa oraz fragmenty terenów Sopotu i Gdańska. Park posiada otulinę o powierzchni 16 542 ha.
Lasy wchodzące w skład TPK są, z wyjątkiem rezerwatów przyrody lasami gospodarczymi i zarządzane są przez Nadleśnictwo Gdańsk.

## Historia
Trójmiejski Park Krajobrazowy został utworzony 3 maja 1979 Uchwałą Wojewódzkiej Rady Narodowej w Gdańsku. Według tej uchwały powierzchnia parku wynosiła 20 104 ha. Dwukrotnie zmieniano powierzchnię parku. W 1994 (z mocą od 1995) zwiększono powierzchnię do 20 312 ha (m.in. poprzez włączenie lasów na południe od ul. Słowackiego, a także lasów komunalnych) i wyznaczono po 15 latach funkcjonowania jego otulinę. W 1998 wydzielono z terenów TPK śródleśną enklawę wsi Łężyce, co doprowadziło do zmniejszenia powierzchni do 19 930 ha.

## Geomorfologia
Rzeźba terenu została ukształtowana przez lądolód i procesy z nim związane ok. 13-15 tys. lat temu. Śladami działalności lądolodu są zarówno głęboko wcięte doliny, liczne głazy narzutowe, jak i bogata sieć wodna (potoki oraz kilkanaście jezior) oraz torfowiska.
W zachodniej części przeważają połacie falistej moreny dennej, oraz gdzieniegdzie wzniesienia moreny czołowej. Można także zaobserwować takie formy terenu jak: równina sandrowa, rynny polodowcowe wypełnione wodami jeziornymi oraz niecki wytopiskowe.
Wschodnia część obejmuje strefę krawędziową wysoczyzny. Przeważają tam erozyjne formy terenu: głęboko wcięte doliny, duże deniwelacje dochodzące do 80 m (przy nachyleniu zboczy do 40%) – Lasy Oliwskie.
Na terenie parku znajdują się m.in. wzniesienia: Cieniawa, Głowica, Góra Dantyszka, Ślimak, Wiecha, Wzgórze Pachołek.

## Fauna i flora
Najbardziej rozpowszechnionym drzewem w parku jest sosna zwyczajna, a oprócz niej duży udział mają: buk zwyczajny, dąb bezszypułkowy i szypułkowy, brzoza brodawkowata i omszona, olsza czarna, topola osika i wierzba iwa. Ogólnie liczbę gatunków flory naczyniowej szacuje się na 850. Z tego 49 gatunków podlega ochronie ścisłej i 17 gatunków ochronie częściowej. W parku występuje szereg roślin rzadkich, reliktowych i górskich (m.in. poryblin kolczasty, manna gajowa, podrzeń żebrowiec, przetacznik górski). Na terenie TPK zinwentaryzowano ponad 60 gatunków roślin chronionych całkowicie lub częściowo (w tym endemicznych).
Spośród innych przedstawicieli flory należy wymienić: 4 gatunki mszaków, ok. 200 gatunków grzybów wielkoowocnikowych i 50 gatunków porostów naskalnych.
Najstarszym drzewem w Parku jest ponad 350-letni dąb szypułkowy, znajdujący się w Dolinie Samborowo i objęty ochroną jako pomnik przyrody nr 206A. Nazywany Grubym Dębem (niem. Dicke Eiche), posiada wymiary: wysokość – ponad 25 m, obwód w pierśnicy – 561 cm. 
Fauna TPK jest charakterystyczna dla Niżu Polskiego. Z dużych ssaków żyją w parku m.in. dzik, sarna, jeleń szlachetny oraz łoś, a z mniejszych: zając szarak, królik europejski, wiewiórka, lis, borsuk oraz nietoperze borowiec wielki i nocek duży. Ptaki reprezentowane są przez m.in.: bielika, jastrzębia, myszołowa, sowy: włochatkę, uszatkę i puszczyka, dzięcioła czarnego i zielonego. Poza tym na terenie parku zaobserwowano 8 gatunków płazów i 5 gatunków gadów.

## Ochrona przyrody

### Istniejące rezerwaty przyrody
- Źródliska w Dolinie Ewy utworzony w 1983
- Zajęcze Wzgórze utworzony w 1983
- Kacze Łęgi utworzony w 1983
- Cisowa utworzony w 1983
- Lewice utworzony w 1988
- Gałęźna Góra utworzony w 1990
- Pełcznica utworzony w 1999
- Wąwóz Huzarów utworzony w 2005
- Łęg nad Swelinią utworzony w 2005
- Dolina Strzyży utworzony w 2007

### Projektowane rezerwaty przyrody
- Bieszkowickie Moczary
- Dolina Pieleszewska
- Dolina Radości
- Dolina Zagórskiej Strugi (projektowany od 1989 na pierwotnej pow. 900 ha)
- Nadrzeczne

Na terenie parku i jego otuliny znajduje się także około 170 pomników przyrody (głównie drzew, grup drzew i głazów), zespół przyrodniczo-krajobrazowy „Dolina Potoków Strzyża i Jasień”, 20 użytków ekologicznych oraz 3 obszary sieci Natura 2000.

## Zabytki
W obrębie TPK znajduje się zabytkowa Kalwaria Wejherowska, najstarsze obok Kalwarii Zebrzydowskiej i Pakoskiej sanktuarium Męki Pańskiej w Polsce.

## Szlaki turystyczne
Przez Park Krajobrazowy przebiega siedem znakowanych szlaków turystyki pieszej:
- Szlak Trójmiejski  Gdańsk – Gdynia, długość 45,9 km, obecny przebieg od 2003 r.
- Szlak Zagórskiej Strugi  Gdynia Wzgórze Św. Maksymiliana – Wejherowo, długość 56 km, obecny przebieg od 2002 r.
- Szlak Wejherowski  Sopot Kamienny Potok – Wejherowo, długość 55 km, obecny przebieg od 2007 r.
- Szlak Kartuski  Sopot Kamienny Potok – Kartuzy, długość 69,5 km, obecny przebieg od 2007 r.
- Szlak Skarszewski  Sopot Kamienny Potok – Skarszewy, długość 80,7 km, obecny przebieg od 2003 r.
- Szlak Wzgórz Szymbarskich  Sopot – Sierakowice, długość 120,3 km, obecny przebieg od 2002 r.
- Szlak Źródła Marii  Gdańsk Osowa – Gdynia Wielki Kack, długość 10,5 km, utworzony w 2007 r. (dotychczas bez zmian przebiegu).

Przez Park przebiega również osiem ścieżek rowerowych, z których najdłuższa liczy 43 km i wiedzie z Wejherowa do Gdyni Głównej oraz dwie ścieżki przyrodnicze: w Dolinie Samborowo oraz w Marszewie.

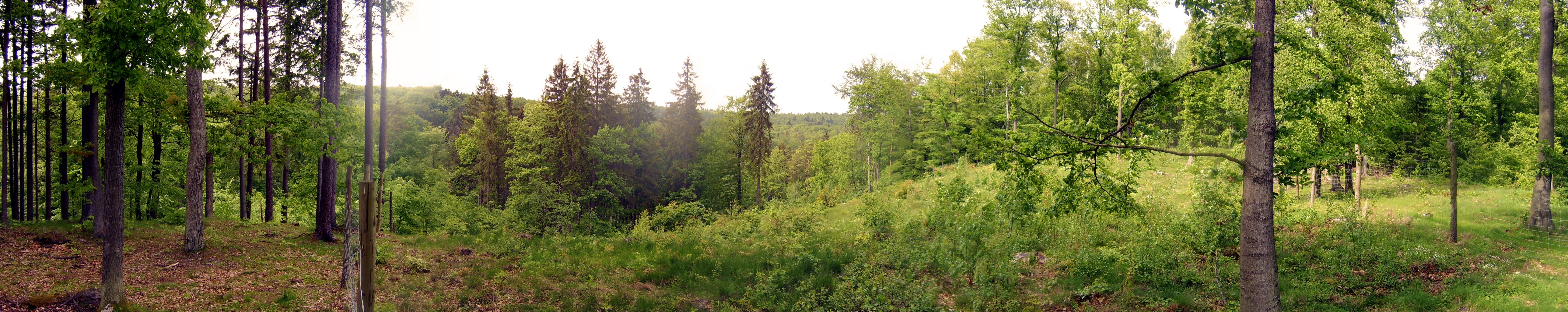
Las na granicy Gdańska i Gdyni